# قرارداد (هنجار)

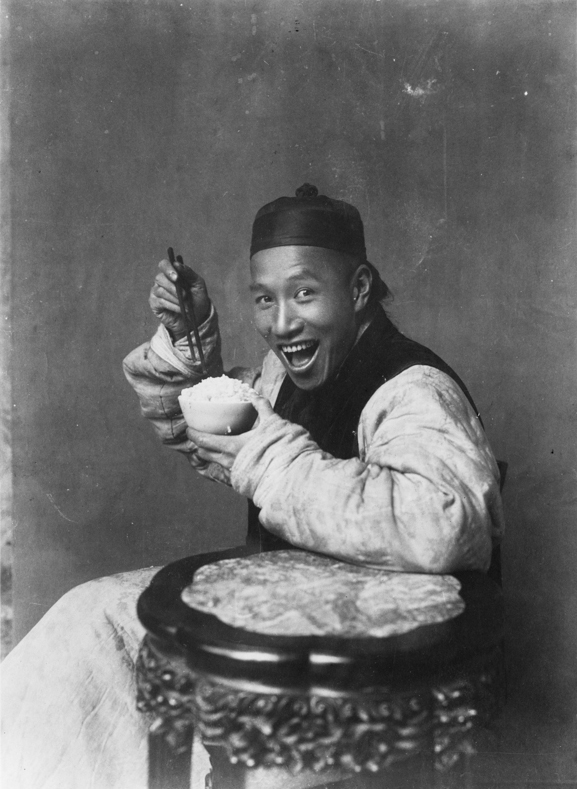
در قرن نوزدهم و اوایل قرن بیستم، عکس‌ها معمولاً مطابق با قراردادهای فرهنگی فرهنگ ویکتوریا و ادواردی، افراد خندان را به تصویر نمی‌کشیدند. در مقابل، عکس Eating Rice، چین نشانگر نگرشهای متفاوت فرهنگی آن زمان است و یک مرد چینی لبخند به لب را به تصویر می‌کشد.

قرارداد، عرف، یا کنوانسیون (به فرانسوی: Convention) مجموعه‌ای از استانداردها، هنجارهای اجتماعی یا معیارهای مورد توافق، تصریح‌شده یا عموماً پذیرفته‌شده است که اغلب به شکل متعارف انجام می‌شوند.
در بافت اجتماعی، قرارداد ممکن است به شکل «قانون نانوشته» یا یک مراسم عرفی باشد (برای مثال، نحوه استقبال مردم از یکدیگر، مانند دست دادن). برخی از قوانین یا آداب و رسوم ممکن است به قانون تبدیل شده و قوانین رسمی ممکن است برای اجرای یک قرارداد اعمال شوند (برای مثال قوانینی در زمینه این که خودروها در کدام سمت جاده تردد کنند).
در علوم فیزیکی، مقادیر عددی (مانند ثابت‌ها، کمیت‌ها یا مقیاس‌های اندازه‌گیری) قرارداد نامیده می‌شوند، اگر آنها یک خاصیت اندازه‌گیری شده از طبیعت را نشان ندهند، اما از یک قرارداد سرچشمه بگیرند، به عنوان مثال میانگین بسیاری از اندازه‌گیری‌ها که مورد توافق دانشمندان قرار گرفته باشد.

## توصیف عمومی
قرارداد، به معنای انتخاب از بین دو یا چند گزینه است هرگاه که قواعد گزینش مورد توافق بین شرکت کنندگان باشد. غالباً این کلمه به آداب و رسوم نانوشته که در تمام جامعه مشترک است، اشاره دارد. به عنوان مثال، در بسیاری از جوامع مرسوم است که افراد غریبه را معرفی می‌کنند. بعضی از قراردادها صریحاً قانون گذاری شده‌اند. به عنوان مثال، در ایالات متحده و آلمان، جهت رانندگی در راست جاده رانندگی می‌کنند، در حالی که در نیوزیلند و انگلستان رانندگان در سمت چپ رانندگی می‌کنند. استانداردسازی زمان نیز یک قرارداد انسانی است که بر اساس چرخه خورشیدی یا تقویم شمسی انجام می‌شود. میزان عدالت متعارف (بر خلاف طبیعی یا عینی) از نظر تاریخی بحث مهمی در بین فلاسفه است.
ماهیت قراردادها بحث فلسفی طولانی مدت را به وجود آورده‌است. کواین، دیویدسون و دیوید لوئیس نوشته‌های تأثیرگذاری را در این باره منتشر کردند. نظرات لوئیس در کتاب دربارهٔ حقایق اجتماعی (۱۹۸۹) اثر مارگارت گیلبرت، انتقادی گسترده دریافت کرد. دیدگاه دیگری از قرارداد از زبان روت میلکان آمده‌است : یک الگوی زیست شناختی (۲۰۰۵)، که بار دیگر در برابر دیدگاه لوئیس قرار می‌گیرد.
به گفته دیوید کالوپاهانا، بودا قراردادها - خواه زبانی، اجتماعی، سیاسی، اخلاقی، اخلاقی و حتی مذهبی را توصیف می‌کرد که وابسته به شرایط خاص است. طبق پارادایم او، وقتی کنوانسیونها واقعیتهای مطلق به حساب می‌آیند، آنها به جزم گرایی کمک می‌کنند، که به نوبه خود منجر به تعارض می‌شود. این بدان معنا نیست که کنوانسیون‌ها باید کاملاً غیرواقعی و به همین دلیل بی فایده در نظر گرفته شوند. در عوض، براساس اندیشه بودایی، یک فرد خردمند بدون داشتن قراردادها راه میانه را اتخاذ می‌کند تا تکامل یابد یا وقتی که این قرار دادها ثمربخش هستند آنها را نادیده می‌گیرد.

## قراردادهای عرفی یا اجتماعی

### اجتماعی
در جامعه‌شناسی یک قاعده اجتماعی به هر قرارداد اجتماعی که معمولاً در یک جامعه رعایت شود گفته می‌شود. این قوانین به صورت قانون نانوشته یا قوانین رسمی ارائه می‌شوند. در ساختگرایی اجتماعی توجه زیادی به قراردادهی اجتماعی وجود دارد. استدلال می‌شود که این قواعد از نظر اجتماعی ساخته شده‌اند که بر روی همه اعضای یک جامعه عمل کنند، اما در عین حال توسط افراد دوباره تولید می‌شوند.
قوانین اجتماعی آنچه که رفتار قابل قبول یا عادی در هر شرایطی است را بازتاب می‌دهند. مفهوم گفتمان میشل فوکو با قوانین اجتماعی ارتباط نزدیکی دارد زیرا توضیحاتی در مورد نحوه شکل‌گیری و تغییر این قوانین ارائه می‌دهد. این قوانین اجتماعی است که به افراد می‌گوید رفتار عادی برای هر گروه خاص چیست؛ بنابراین، قواعد اجتماعی به زن می‌گوید که چگونه باید از طریق زنانه رفتار کند، و یک مرد چگونه مردانه باشد. برخی قواعدردیگر به شرح زیر است:
- معرفی افراد غریبه شبیه به کشورهای غربی با دست دادن انجام می‌شود اما:
  - در مقابل در کره، ژاپن و چین باید تعظیم کنید
  - در تایلند به شیوه Wai دستها را به هم بچسبانید و کمی تعظیم کنید
  - در سنت یهود، در مقابل یکدیگر تعظیم نکنید
  - در ایالات متحده تماس چشمی، حرکت سر و لبخند به کار ببرید ولی تعظیم نکنید.
  - ارائه کارت ویزیت به یکدیگر، در جلسات تجاری (هر دو دست ژاپن)
- در بافت نظامی، باید همگام با سلام نظامی پاشنه‌ها را به هم بچسبانید.[۳]
- احترام به زنان در برخی جوامع (عدم تماس)
- در خاورمیانه، هرگز کف پا را به سمت دیگری نشان ندهید، زیرا این به عنوان یک توهین شدید تلقی می‌شود.
- در بسیاری از مدارس، اگرچه میزها برای دانش آموزان تعیین نشده‌اند، اما توسط برخی از دانش آموزان «ادعای تملک» می‌شوند، و نشستن در صندلی شخص دیگری توهین تلقی می‌شود.

## دولت
در دولت، قرارداده مجموعه ای از قوانین نانوشته است که اعضای دولت باید از آنها پیروی کنند.

## قانون بین‌المللی
اصطلاح «قرارداد» نیز در حقوق بین‌الملل مورد استفاده قرار می‌گیرد تا به برخوردهای رسمی اصولی مانند کنوانسیون حقوق کودک اشاره کند. قراردادها توسط نهادهای بین‌المللی مانند سازمان بین‌المللی کار و سازمان ملل به تصویب می‌رسند. کنوانسیون‌هایی که به تصویب رسیده‌اند، معمولاً فقط در مورد کشورهایی که آنها را تصویب می‌کنند، اعمال می‌شود و به‌طور خودکار در مورد کشورهای عضو این نهادها اعمال نمی‌شود. به‌طور کلی این کنوانسیون‌ها نشان دهنده پیمان‌های بین‌المللی بین کشورهای تصویب کننده هستند. مشهورترین آنها شاید چندین کنوانسیون ژنو باشد.